# Rozsoșînți, Ciîhîrîn
Rozsoșînți (în ucraineană Розсошинці) este un sat în comuna Krasnosillea din raionul Ciîhîrîn, regiunea Cerkasî, Ucraina.

## Demografie
Componența lingvistică a localității Rozsoșînți
     Ucraineană (91,51%)
     Rusă (5,19%)
Conform recensământului din 2001, majoritatea populației localității Rozsoșînți era vorbitoare de ucraineană (91,51%), existând în minoritate și vorbitori de rusă (5,19%) și armeană (2,36%).